# 倉木麻衣
倉木麻衣（日语：／ Kuraki Mai，1982年10月28日— ），日本女歌手、作词家、立命館大学産業社会学部客座教授，出生於千葉縣船橋市。出道初期至2007年曾隶属于B ZONE集團旗下的唱片公司GIZA Studio，從2007年起隶属于個人廠牌NORTHERN MUSIC。
自1999年出道至今，倉木麻衣的作品总销量突破2000万枚，与同期出道的滨崎步、宇多田光等人均爲2000年代前期日本的代表女歌手之一。自其出道以来發行的42张實體单曲全部进入日本ORICON公信榜前10名，是公信榜史上唯一享有此纪录的女歌手。倉木麻衣亦以其作品與動畫《名偵探柯南》的關係而廣爲人知。2017年7月，倉木麻衣因21次為《名偵探柯南》系列作品獻唱的關係，獲得了「同一歌手為同一動畫演唱主題曲次數最多」的金氏世界紀錄。

## 音樂特徵

### 作曲者
仓木麻衣与多位音乐人合作推出作品。从出道至2004年，作品的曲多由大野愛果、德永曉人、YOKO Black. Stone等3位作曲家提供。特別是大野愛果，她提供的作品大約佔了所有作品的一半。編曲則多由作曲者自己擔任，或波士頓的「Cybersound」負責。2005年以後則多由大野愛果、德永曉人為中心的GIZA所屬作曲者提供。

### 作詞
除了一部份的翻唱或合唱歌之外，仓木麻衣自己创作了她大部分歌曲的歌词。

## 獎項
- 直至2019年，全部42張單曲均進入Oricon公信榜的前十名。此外，第1張至第18張單曲均進入公信榜的頭三名。
- 在第15回日本金唱片大獎中，歌曲〈delicious way〉獲頒年度最佳搖滾專輯，而歌曲〈Secret of my heart〉則獲頒年度最佳歌曲[3]。
- 在第16回日本金唱片大獎中，歌曲〈Perfect Crime〉獲頒年度最佳搖滾專輯[4]。
- 在第17回日本金唱片大獎中，歌曲〈FAIRY TALE〉獲頒年度最佳搖滾·流行專輯[5]。
- 在第18回日本金唱片大獎中，歌曲〈If I Believe〉獲頒年度最佳搖滾·流行專輯[6]。
- 在第19回日本金唱片大獎中，歌曲〈Wish You The Best〉獲頒年度最佳搖滾·流行專輯[7]。
- 2010年4月，於香港電台舉辦的「第二十一屆國際流行音樂大獎」中，歌曲〈Beautiful〉獲頒最受歡迎日本金曲[8]。
- 2010年12月，獲講談社頒發廣告獎特別部門的「最佳角色獎」[9]。
- 2012年，於Channel [V]舉辦的「第十六屆全球華語音樂榜中榜」中獲頒亞洲影響力最受歡迎日本女歌手，成為繼濱崎步後於9年後再獲得此獎項的日本女歌手[10]。
- 2017年5月，由於她在出道後至目前為止（2017年5月）共21次為《名偵探柯南》系列作品演唱主題曲，其經紀公司為其申請「同一歌手為同一動畫演唱主題曲次數最多」的金氏世界紀錄[11]，而金氏官方亦於7月25日正式確認此世界紀錄[12]。

## 音樂事業

### 童年與早期生活
倉木麻衣的父亲是电影导演、實業家山前五十洋。祖父是诗人山前实治。她在小學高年級時看了麥可·傑克森所主演的電影開始，到後來看惠特妮·休斯頓的MV、LIVE，感到“我也想成為這樣的歌手”，於是對西洋音樂產生極大的興趣。當時倉木正在練習鋼琴，隱隱約約對於音樂事業也有了初步的考慮。在鋼琴課中，一邊看著音符一邊哼唱著歌曲時，被鋼琴課老師聽到，老師說“與鋼琴相比，你還是向歌唱方面發展吧”，以這句話為契機，倉木開始第一次考慮開始自己的歌唱事業。
在成為中學生之後，倉木開始接觸洋樂，特別是女性歌手的作品。而最早接觸的洋樂作品，則是Michael Jackson的音樂錄影帶。之後Mariah Carey（瑪麗亞·凱莉）、Whitney Houston（惠特妮·休斯頓）、Lauryn Hill（勞倫·希爾）的作品相繼接觸，從此開始認真考慮成為像她們那樣的歌手。
此時，與BEING的長戶大幸相識。長戶在聽過倉木的demo tape之後，建議倉木在成為高中生之後正式出道，而在此之前，則要加強英語學習以及積累其他各方面的經驗。在成為高中生之後，由長戶介紹，與GIZA studio的工作人員相識，在試聽過翻唱至Lauryn Hill的《To Zion》之後（此後有在FC EVENT展示），決定正式出道。

### 1999年：正式出道
1999年10月，當時還只有16歲的她在美國出道，以Mai-K名義推出首張英文《Baby I Like》，由美國的獨立廠牌Bip·Record發行，以外國輸入盤的形式在日本發售，旋即被抢购一空。其後於12月8日發行以倉木麻衣名義發行的首張日文單曲《Love, Day After Tomorrow》，正式於日本出道。這張單曲初動銷量只得約3萬張，可是其後每週銷量一直上升，並於2000年3月正式突破百萬銷量，合计138万张。成為2000年最耀眼的新人歌手。

### 2000年－2007年：GIZA Studio時期
首張單曲達成百萬銷售後，倉木隨即推出《Stay by my side》與《Secret of my heart》兩張單曲，皆獲得近百萬的高銷量。其中《Secret of my heart》更是首次跟動畫《名偵探柯南》合作，至今倉木仍有不少歌曲成為名偵探柯南的使用歌。
2000年，她於6月7日發行了專輯的先行單曲《NEVER GONNA GIVE YOU UP》。6月28日發行首張專輯《delicious way》，專輯驚人的初動銷量達211萬，打破由去年宇多田光的《First Love》所創下的最高出道專輯初動銷量。專輯累積銷量達353萬，力壓當年濱崎步的《Duty》成為該年專輯銷量冠軍。获得了2000年度细碟销量冠军、大碟销量亚军、最佳作词、最出色新人奖和最高唱片收入亚军等五个奖项。而《delicious way》至今仍是日本歷代銷量第9專輯。在首張專輯獲得巨大成功後，她便開始轉換曲風，於2000年年底發行《Simply Wonderful》跟《Reach for the sky》兩張單曲，皆獲得30萬至40萬的高銷量。數張高銷量的唱片為她帶來約160億日元的總銷售額，成為該年總銷售額歌手亞軍。
2001年，她先後推出三張單曲，包括《冰冷的海／Start in my life》、《Stand Up》及《always》，皆獲得數十萬的穩定銷量。而《Start in my life》為動畫《名偵探柯南》的片尾曲，該單曲更在首周以二十萬銷量獲得公信榜單曲榜亞軍。4月初，她於立命館宇治高等學校畢業，並入讀立命館大學産業社會學部人間文化課程。7月4日，推出第二張個人專輯《Perfect Crime》，銷量旋即突破百萬，达到131万张。8月19日至9月4日，舉辦了與爽健美茶合作的首次個人演唱會「爽健美茶 Natural Breeze 2001 happy live」。總結全年的唱片總銷量達二百多萬，而總銷售額達60億日元，為當年女性個人歌手第四名。
在完成第二張專輯後，她便於2001年至2002年間陸續推出了《Can't forget your love／PERFECT CRIME -Single Edit-》、《Winter Bells》、《Feel fine!》與《Like a star in the night》等單曲，皆獲得不俗銷量。2002年1月10日，她以Mai-K的名義於美國推出了首張英文專輯《Secret of my heart》。當中收錄了單曲《Baby I Like》及日文專輯《delicious way》內多曲的英文版本。其後便回到日本活動，舉行了首場全國巡迴演唱會「Mai Kuraki Loving You…Tour 2002」。而從這年她開始較頻繁於電視上亮相，她首次接拍了資生堂的SEA BREEZE廣告，並出演了「2002 FIFA WORLD CUP官方演唱會」，為首次於電視上演出。10月23日，她推出了以童話故事為主題第三張個人專輯《FAIRY TALE》，銷量達73萬。其後開始了她的全國巡迴演唱會「Mai Kuraki FAIRY TALE TOUR02-03」，並當中度過了她的20歲生日。
2002年底至2003年初，她陸續推出了單曲《Make my day》、《Time after time ～在落花紛飛的街道上～》、《Kiss》與《風的啦啦啦》。2月，於東京、大阪等地舉行了4天的GIZA studio情人節演唱會，與同事務所的愛内里菜、GARNET CROW等歌手一同出演，觀眾皆獲得巧克力與卡片作禮物。而在Windows Media Player9系列更同時發表了「Digital Media Night」的情人節現場表演，可於Windows Media Player9系列上點播。7月9日，推出了第四張個人專輯《If I Believe》，當中收錄跟新加坡歌手孫燕姿的合作歌曲《Tonight, I feel close to you》。發售後連續第四次獲得專輯冠軍。專輯發售後，倉木在創刊55周年的「FamilyMartDream Match 橫濱F．水手對雷吉納」中演唱了專輯中的《SAME》。10月8日，推出了與B'z的松本孝弘的合作單曲《Imitation gold》，登上該週銷量榜冠軍。12月31日，首次出演「第54回NHK紅白歌合戰」，演唱《Stay by my side》，為翌日發售的首張精選輯作宣傳。
2004，她於1月1日推出首張精選輯《Wish You The Best》。專輯連續四週高據銷量榜冠軍，並錄得近百萬的高銷量，是繼出道專輯《delicious way》後再次進入年榜頭十位，更獲日本唱片協會認証為百萬專輯。4月至7月，開始舉行全國巡迴演唱會「Mai Kuraki 2004 Live Tour Wish You The Best〜Grow, Step by Step〜」，而在7月4日的仙台Sun Plaza演唱會則完成了100場演唱會。在演唱會期間，更於活力門創立以「Mai-K Diary」為名的博客，主要是倉木的個人日記及演唱會報告。5月19日，推出全年唯一的單曲《通往明日的橋樑》，更在年底的第55回NHK紅白歌合戰中獻唱此曲。
2005年，她於1月26日推出單曲《Love,needing》，該單曲在發行首日即獲得公信榜第3位。3月23日，發行單曲《Dancing》，該曲推出前數日正值她從立命館大學畢業，是首給進入人生新的門的人的應援歌。6月1日，發行單曲《P.S♡MY SUNSHINE》，首日即獲得公信榜第3位。8月22日至28日，創立了以本人為主題的「Mai-k cafe」。同月24日，推出久違1年零8個月的個人第五張專輯《FUSE OF LOVE》，主題為「愛的導火線」，亦是其至今唯一一張沒有與動畫《名偵探柯南》進行商業搭配的專輯，推出後首日獲得公信榜冠軍。10月28日，演唱會的尾場完結後，她的意見映像上載至博客中，為首次的「Movies blog」。11月9日，推出至《風的啦啦啦》後的《名偵探柯南》新片頭曲《Growing of my heart》。12月31日，第56回NHK紅白歌合戰登場演唱《Love, Day After Tomorrow》，為其連續第三年登上紅白舞台。
2006年，她於2月8日推出單曲《Best Of Hero》，該曲為電視劇《格鬥教師》的主題歌，首週獲得公信榜第5位。4月22日，在科斯莫石油及FM東京共同举办的「Cosmo Earth Conscious Act Earth Day Concert」中演出。另外，在音乐会開始前更与环境保护活动家旺加里·馬塔伊进行对话。以这个演唱会为契机，她开始举办以环境问题作为主题的音乐活动。巡回演唱会中日本内阁议员小池百合子作为嘉宾出演，並与仓木麻衣进行关于环境问题的谈话。8月2日，發行專輯《DIAMOND WAVE》，而专辑中的单曲《Growing of my heart》、《Best Of Hero》、《Diamond Wave》均进入公信榜前十。12月20日，推出單曲《白雪》，該單曲是第八度用作動畫《名侦探柯南》的主题曲。12月31日，举办个人跨年演唱会「Mai Kuraki COUNTDOWN LIVE 06,07 〜Love,Day Break Tomorrow〜」。
2007年2月14日，推出單曲《Season of love》，該單曲是為電視劇《新·京都迷宮案內》而創作的主題曲。

### 2007年－現時：Northern Music時期
2007年6月1日，她從GIZA Studio转会至东京新设立的NORTHERN MUSIC。同月7日，她受邀作为形象大赛出席在中国山东省济南市举行的2007年A3冠军杯的开幕式，并用中文演唱大会主题歌《Born to be Free》。同月16日，她担任第18届台湾金曲獎的颁奖嘉宾，并演唱歌曲《Secret of my heart》。同月26日，与相关人员一起参与去世前辈ZARD主唱坂井泉水的追悼活动，并在电视上留言。9月22日，参加在韩国首尔世界杯竞技场举办的亚洲音乐节，演唱《Stay by my side》，《Secret of my heart》和《Born to be free》。11月23日，在國立臺灣大學綜合體育館举办了个人首场海外演唱会。同月28日，发行第27张单曲《Silent love～open my heart～／BE WITH Ü》。12月12日至21日，她举办了演唱会「LIVE TOUR 2007 ～BE WITH U～」。同月31日，她亦举办了跨年演唱会「Mai Kuraki COUNTDOWN LIVE 07-08 〜Born to be Free〜」。
2008年，她於1月1日发行第7張专辑《ONE LIFE》，而专辑分别获得iTunes的R&B榜第1位及综合榜第7位。3月19日，發行第28張单曲《綻放夢想的春天／You and Music and Dream》。7月9日，發行第29張单曲《一分一秒对你的爱》，此曲被用作動畫《名侦探柯南》的片頭曲。同月19日至8月17日，举办爱好者俱乐部活动「仓木麻衣YOU & Mai Summer 2008」。10月13日，举行个人全國演唱会「Mai Kuraki Live Tour 2008 "touch Me!"」。11月26日，发行第30張单曲《24 Xmas time》。12月31日，举办跨年演唱会「Mai-K COUNTDOWN LIVE 2009 LUCKY★COUNT 10」。
2009年，她於1月1日发行第8張专辑《touch Me!》，首週即以5万销量获得公信榜冠军。2月13日，於朝日電視台的音樂節目《MUSIC STATION》上演出，並演唱歌曲《Touch Me》。4月1日，发行第31張单曲《PUZZLE／Revive》，此单曲的兩首主打歌均與動畫《名侦探柯南》進行商業搭配，更於首日获得公信榜亚军。5月27日，参与ZARD当日发行的单曲《無法坦白說出口》的合声，並於同日出席坂井泉水的追悼演唱会「What a beautiful memory 2009」。6月10日，发行第32張单曲《Beautiful》，並在公信榜日榜以銷量7000的成績夺冠。7月29日至12月21日，舉辦出道十周年巡回演唱会「10th ANNIVERSARY MAI KURAKI LIVE TOUR 2009 "BEST"」。9月9日，发行第2张的精选专辑《ALL MY BEST》，首日以銷量3.9萬的成績获得公信榜日榜冠军，在首週更凭借初动13.7萬的成績获得公信榜週榜首位。同月21日，在长野县东御市的东御市文化会馆完成个人第200次演唱会。10月31日，在日本武道馆举行万圣节演唱会「Anniversary Mai Kuraki Live Tour 2009“BEST”HAPPY HAPPY HALLOWEEN LIVE」。11月21日，举办香港演唱会。12月21日，於東京國際論壇的會堂举办个人演唱会「10th ANNIVERSARY MAI KURAKI LIVE TOUR 2009 "BEST"」。同月31日，於横浜的國立大會堂举办个人跨年演唱会「Mai Kuraki COUNTDOWN LIVE 09-10 “TOUCH THE BEST”」。
2010年，她於3月3日发行第33張单曲《天長地久／Drive me crazy》。同月5日，於朝日電視台的音樂節目《MUSIC STATION》上演出，並演唱歌曲《天長地久》。8月31日，发行第34張单曲《SUMMER TIME GONE》。9月3日，於音樂節目《MUSIC STATION》上演出，並演唱歌曲《SUMMER TIME GONE》。10月9日，举办个人第二场万圣节演唱会「HAPPY HAPPY HALLOWEEN LIVE 2010」。11月13日，於在演唱會活動「oricon Sound Blowin ' 2010〜autumn」压轴演出，並合共演唱7首歌曲。同月17日，发行第9張专辑《FUTURE KISS》，並在首週进入公信榜前三位。同月26日，在为纪念TOKYO FM开业40周年而召开的「乐天世界遗产剧场〜第15回 上賀茂神社〜」中，举办了「倉木麻衣 世界遺産Premium Live2010 〜上賀茂神社〜」。12月31日，於横浜的國立大會堂举办个人跨年演唱会「Mai Kuraki COUNTDOWN LIVE 10-11 “FUTURE LOVE IT”」。
2011年3月9日，发行第35張单曲《1000万回的亲吻》，该曲目为高丝广告代言曲。同月29日，在慈善機構因東日本大震災而舉辦的活動「东北地方太平洋沖地震复兴支援慈善竞赛 加油吧日本！」中担任国歌歌手。4月11日，限定发行东日本大震灾慈善单曲《因为有你》，並將收益撥捐慈善機構。5月25日，发行第36張单曲《再一次》，該曲用作电视连续剧《栖息在雾中的恶魔》的主题歌。6月1日，發表首次以Mai-K名義與NEARHEAD合作的歌曲《为什么喜欢呢 feat. Mai.K》。同月14日，於捐血的启蒙活动「LOVE in Action」的演唱會「LOVE in Action Meeting」中压轴演出。8月19日，在慈善機構因東日本大震災而舉辦的女子足球比赛「东北地方太平洋沖地震复兴支援慈善竞赛 加油吧日本！」的日本队對联赛选拔的慈善比赛中，担任演唱国歌的歌手，是继3月29日後第二次担任此工作。9月23日，在朝日电视台主办的「Dream Festival 2011」上演出。同月25日，於中國北京的國家體育場所舉行的音樂節「三國演藝－中日韓風雲音楽祭」中以日本代表的身份亮相，並在日本代表中負責压轴演出。10月19日，发行第37張单曲《Your Best Friend》及演唱会DVD《HAPPY HAPPY HALLOWEEN LIVE 2010》。同月22日，在日本武道館舉辦東日本大震災慈善演唱会「Mai Kuraki Premium Live One for all, All for one」。11月23日，發行首張DVD單曲《Strong Heart》。12月31日，於横浜的國立大會堂举办个人跨年演唱会「Mai Kuraki Countdown Live 11-12 〜Dragon Heart〜」。
2012年，她於1月11日发行了第10张专辑《OVER THE RAINBOW》。1月21日至3月24日，舉办个人巡回演唱会「Mai Kuraki Live Tour 2012〜OVER THE RAINBOW」。3月24日，開始发售演唱會DVD「Mai Kuraki Premium Live One for all, All for on」。4月13日，在澳门举办的「第十六屆全球華語音樂榜中榜」中獲頒亞洲影響力最受歡迎日本女歌手獎。同月22日，在东京国际会展中心举行的“地球日演唱会”上演出。6月，成为NGW Japan的冰淇淋形象代言人并为其拍摄广告。8月15日，发售第38張单曲《為戀而愛／Special morning day to you》及演唱會DVD「Mai Kuraki Live Tour 2012 〜OVER THE RAINBOW〜」。9月6日及7日，在東京藝術劇場举办交响乐演唱会「Mai Kuraki Symphonic Live-Opus 1-」。12月6日及7日，参加了三丽鸥的慈善活動「2012 SANRIO THANKS PARTY!」。12月31日，举办个人跨年演唱会。
2013年，她在1月31日於「三陸复兴 種差海岸国立公园化推进研讨会＆音乐会」上演出。2月6日，发行第39張单曲《TRY AGAIN》。5月24日、26日及31日，於東京、名古屋及大阪舉行粉絲俱樂部活動「Mai-K.net presents粉絲俱樂部活動『Mai.K fanclub meeting 2013 “You ＆ Mai”』」。6月22日，在活動「ASIA STYLE COLLECTION by style×style. com」上演出。同月30日至8月17日，举办巡迴演唱會「MAI KURAKI LIVE PROJECT 2013 "Re:"」。7月3日，发行首次交响乐演唱会「Mai Kuraki Symphonic Live-Opus 1-」的DVD。9月14日，在第62屆伊势神宫式年迁宫慶典「TOKYO FM奉納歌謠公演」上以歌曲作奉献，是首次有流行女歌手在神宫內以歌唱作奉献。同月22日至23日，於東京藝術劇場舉行為期兩天的「Mai Kuraki Symphonic Live -Opus 2-」活動。12月4日，发行演唱會DVD「MAI KURAKI LIVE PROJECT 2013 "Re:"」。12月31日，举办个人跨年演唱会。
2014年，她在2月20日出席电影《魔女宅急便》的完成发表试映会。同月26日，发行第2张DVD单曲《Wake me up》。3月26日，发行演唱會DVD「Mai Kuraki Symphonic Live -Opus 2-」。6月21日至8月10日，舉行Live House Tour「15th Anniversary Mai Kuraki Live Project 2014 BEST “一期一会” 〜FUN FUN FUN☆彡〜」。8月24日，舉行海外公演「倉木麻衣Live Project 2014 BEST 〜Premium in Taiwan〜」。同月27日，發行第40張單曲《無敵之心／STAND BY YOU》。同月30日，於活動「神戸Collection 2014」上演出。9月26日至11月9日，舉行活動「15th Anniversary Mai Kuraki Live Project 2014 BEST 一期一会〜無敵之心〜」。11月12日，发行第3张精选专辑《MAI KURAKI BEST 151A -LOVE & HOPE-》。12月6日，於日本武道館舉行演唱会「15th Anniversary Mai Kuraki Live Project 2014 BEST "一期一会"～Premium～」。

### 2015年
- 5月20日，2月R西日本CMソングとしてオンエアされていた 新曲 「Serendipity」限量發售。
- 5月下旬，參加 JR西日本（山陽新幹線全線開通40周年記念）CM「あしたセレンディピティ 京都篇」演出。
- 9月12日，「Mai Kuraki Symphonic Live -Opus 3-」於東京藝術劇場大廳舉行。
- 10月1日，以志願者身份參與JICA 青年海外協力隊 50周年形象歌曲創作。
- 12月6日，倉木麻衣參加其母校立命館大学 産業社会学部創立50周年記念「おめでとう産社 50歳！～産社で学ぶ・産社で遊ぶ～」。
- 12月14日，倉木麻衣第三輯柬埔寨建設寺子屋計劃 「reU Funding」＆「Yahoo網絡募捐」於當日正式推出。

### 2016年
- 1月7日，「Serendipity feat. Sensation」開始發售。
- 1月27日， 「Mai Kuraki Symphonic Live -Opus 3-」 Live DVD & Blu-ray 正式發售。
- 7月30日，《SAWAGE☆LIFE》发布。

### 2017年
- 1月11日，《YESTERDAY LOVE》发售。
- 4月12日，《渡月橋 ～想念你～》发售，此曲同时也是当月15日上映的《名偵探柯南：唐紅的戀歌》主题歌。
- 12月31日，在第68回NHK紅白歌合戰出场并演唱《渡月橋 ～想念你～》。

### 2019年
- 1月5日、1月12日，在连续两周播出的《名侦探柯南》开年特别节目《红色的修学旅行》中演唱主题歌并首次挑战配音工作。
- 3月20日，单曲《对你的爱不能止于此 对你的情不愿梦一场／蔷薇色的人生》发售。
- 7月19日至8月3日，在北京、深圳、台北举行「20th Anniversary 倉木麻衣 Live Project 2019 in Asia」演唱会。
- 12月25日，精选集《Mai Kuraki Single Collection 〜Chance for you〜》发售。

### 2021年
- 3月6日，《名偵探柯南》動畫第1000至1020集片頭曲《从零开始》發行[63]。
- 10月27日，《名偵探柯南》動畫第1016至1028集片尾曲《Veronica》發行。

### 2022年
- 10月4日，為電視動畫《名偵探柯南 犯人·犯澤先生》發行片尾曲《Secret, voice of my heart》。

### 2023年
- 10月28日，為電視動畫《名偵探柯南》發行片頭曲《Unraveling Love 〜少しの勇気〜》。

### 2024年
仓木麻衣迎来出道25周年纪念，2024年4月26日至2024年5月6日于东京银座设立「倉木麻衣 25th Anniversary “2525” Museum」展览。

## 音乐作品
| - 2000：《delicious way》 - 2001：《Perfect Crime》 - 2002：《FAIRY TALE》 - 2003：《If I Believe》 - 2005：《FUSE OF LOVE》 - 2006：《DIAMOND WAVE》 - 2008：《ONE LIFE》 - 2009：《touch Me!》 - 2010：《FUTURE KISS》 - 2012：《OVER THE RAINBOW》 - 2017：《Smile》 - 2018：《君 想ふ ～春夏秋冬～》 - 2019：《Let's GOAL! ～蔷薇色的人生～》 - 2021：《unconditional LOVE》 - 2024：《forever for YOU》 | - 2004：《Wish You The Best》 - 2009：《ALL MY BEST》 - 2014：《MAI KURAKI BEST 151A -LOVE & HOPE-》 - 2017：《倉木麻衣×名偵探柯南 COLLABORATION BEST 21 -真相永遠在歌中!-》 - 2019：《Mai Kuraki Single Collection ～Chance for you～》 |

### 寫真書籍

#### 個人寫真書
- 《Myself Music》 ISBN 9784198616137
德間書店出版，2002年12月15日發行

#### 相片集
- 《B.S.P.P.》（Back Stage Pass Portrait）
- MAI-K & FRIENDS HOTROD BEACH PARTY ～ Book Edition 2002 ～  （部分）
- 倉木麻衣1st“Innocent Live”
- 小島岩作品集《inside works-Gan Kojima Sound's Visual Collection-》（部分）
- 森美保写真集《and others -Miho Mori's Photo Works-》（部分）

#### 樂譜
- 1st album‘delicious way’
- 2nd album‘Perfect Crime’
- 41st single‘渡月橋 ～君 想ふ～’

## 麻衣Live紀錄及經典場次

### 日本
- Mai-K.net presents Special Live ~You＆Mai Groove 2001~

2001年8月18日(土)　大阪 Zepp Osaka
2001年8月30日(木)　東京 Zepp Tokyo
共計2場 Happy Live期間為回饋FC會員所舉辦的2場先行演唱會
- 爽健美茶Natural Breeze 2001 Happy Live

2001年8月19日(日)—2001年9月4日(火)　
共計6場 非售票性質 由爽健美茶贊助的抽獎參加演唱會
- Mai Kuraki "Loving You…" Tour 2002

2002年1月12日(土)—2002年2月27日(水)
共計14場 第一個售票巡迴演唱會
- Mai Kuraki FAIRY TALE TOUR 02-03

2002年10月28日(月)—2003年6月15日(日)　
共計41場 20歲生日的巡迴演唱，其中追加兩場
- Mai Kuraki 2004 Live Tour“Wish You The Best”～Grow Step by Step～

2004年4月16日(金)—2004年7月25日(日)
共計38場 每場抽選18名Fans參觀化妝休息室
- Mai Kuraki Live Tour 2005　LIKE A FUSE OF LIVE

2005年9月3日(土)—2005年10月28日(金)
共計16場。
- Mai Kuraki LIVE TOUR 2006 DIAMOND WAVE

2006年8月11日(金)—2006年10月28日(土)
共計36場。
- Mai Kuraki COUNTDOWN LIVE 06-07 ~Love, Day Break Tomorrow~

2006年跨年倒數演唱會 2006年12月31日
於舉行。
- Mai Kuraki LIVE TOUR 2007~BE WITH U~

2007年12月12日—2007年12月21日
12月12日 愛知厚生年金会館
12月13日 グランキューブ大阪
12月21日 東京國際Forum ホールA
共計3場。
- Mai Kuraki COUNTDOWN LIVE 07-08 ～Born to be Free～

2007年跨年倒數演唱會 2007年12月31日
於PACIFICO橫濱會展中心展示ホール舉行。
- Mai Kuraki Live Tour 2008 "touch Me!"

2008年10月13日—2008年12月19日
共計14場。
- Mai-K COUNTDOWN LIVE 2009 LUCKY ★ COUNT 10

2008年跨年倒數演唱會 2008年12月31日
於PACIFICO橫濱會展中心国立大ホール舉行。
- GIZA studio R&B PARTY at the ""堀江]

倉木麻衣(Mai Kuraki), 愛内里菜(Rina Aiuchi), 中村由利(Yuri Nakamura) from GARNET CROW 松田明子(Akiko Matsuda) from RAMJET PULLEY & rumania montevideo 松永安未(Ami Matsunaga)from the★tambourines 三好真美(Mami Miyoshi)from rumania montevideo
2001年12月15日
- 2002 FIFA WORLD CUP KOREA/JAPAN OFFICIAL CONCERT

倉木麻衣, LAURYN HILL, 平井堅, T-SQUARE, Chemistry(化學超男子), Voices of KOREA/JAPAN, Sowelu, The Gospellers
2002年6月28日
- GIZA studio MAI-K&FRIENDS HOTROD BEACH PARTY ～2002 夏
  - 7月26日（金） ： 
  - 7月30日（火） ： 
  - 8月26日（月） ： 
  - 9月 2日（月） ： 
  - 9月10日（火） ：

- Windows Media 9 Series DIGITAL MADIA Night

“倉木麻衣、愛内里菜、GARNET CROW”
2003年1月17日(金)
- MITSUBISHI MOTORS "COLT"presents GIZA Valentine concert

倉木麻衣、愛内里菜、GARNET CROW
2003年2月13日(木)、14日(金)　日本武道館
2003年2月17日(月)、18日(火)　
- 倉木麻衣In平安神宫

日期：2003年10月11日(日)
場所：
内容：
座席：
- Mai Kuraki & Experience SPECIAL LIVE

2003年10月21日(火)　
2003年10月22日(水)　
2003年10月27日(月)　
2003年10月28日(火)　
- 2003年第54回NHK紅白歌合戰（中文通常翻譯為「紅白歌唱大賽」）(紅組組員)

2003年12月31日(水)  京都教王護國寺的五重塔為背景連線演出
演唱曲目：‘Stay by my side’
- 2004年第55回紅白歌合戰(代表紅組)

2004年12月31日(金)
演唱曲目:‘’
- 2005年第56回紅白歌合戰(紅組組員)

2005年12月31日(土)
演唱曲目:‘Love, Day After Tomorrow’
- 2006年

2006年4月22日（土）
於日本武道館舉行, 演唱會宣揚保護地球訊息
- FM AICHI WINTER’S JOY 2007 NAGOYA PORT WAVE

12月22日（六） 名古屋港「ポートハウス」
為迎接接名古屋港100周年而舉辦的FM公開錄音活動
- 京都駅ビル presents FM802 Xmas LIVE　FLASH！

12月24日（一）京都駅ビル 室町小路広場
倉木麻衣個人小型免費演唱會

### 台灣
- 2007年第18屆金曲獎

6月16日（六）
金曲獎頒獎人及表演嘉賓
演唱曲目:‘Secret of my heart’（鋼琴伴奏）
- 2007年首場海外演唱會

11月23日（五）
地點：臺北市台灣大學綜合體育館
11月24日（六）
於台北市圓山飯店10樓國際會議廳舉行FC Event
- 2008年利澤國小管樂團成果發表 暨 倉木麻衣中日音樂交流會

11月22日（六）
特別嘉賓
地點：台新金控大廳 元廳（台北市仁愛路四段118號2樓）
- 2008年Fan Club Event in Taiwan

11月23日（日）
地點：南港101文創會館
- 2009年10週年演唱會之售票紀念握手會

7月11日（六）
地點：西門町
- 2009年 10TH ANNIVERSARY MAI KURAKI LIVE TOUR 2009 BEST IN TAIWAN

11月7日（六）
地點：臺北市台灣大學綜合體育館
- 2014年 倉木麻衣 Live Project 2014 BEST ～Premium in Taiwan～

8月24日（日）
地點：臺北市Legacy Taipei 華山1914文化創意產業園區中五館
- 2019年 20TH ANNIVERSARY 倉木麻衣 LIVE PROJECT 2019 in Asia

8月3日（六）
地點：臺北市ATT 4 Recharge 台北大直店 (ATT Show Box)
- 2025年 25th Anniversary 倉⽊⿇⾐ Live Project 24-25 “Be alright！” in Asia

2月15日（六）、2月16日（日）
地點: 新北市Zepp New Taipei 新莊宏匯廣場

### 香港
- apm x  倉木麻衣 24 Xmas time 簽唱會

2008年12月25日（四）
首度於香港作公開活動
地點：apm
演唱曲目:‘Secret of my heart’、‘24 Xmas time’、‘All I want’
- 新城勁爆頒獎禮2008

2008年12月26日（五）
應邀出席擔任頒獎及表演嘉賓
地點：亞洲國際博覽館
演唱曲目:‘Secret of my heart’
- apm 4 週年 x 倉木麻衣 美麗心靈慈善之旅

2009年7月12日（日）
地點：apm
演唱曲目:‘Beautiful’、‘touch Me!’、‘Stay by my side’
- 10TH ANNIVERSARY MAI KURAKI LIVE TOUR 2009 BEST IN HONG KONG

2009年11月21日（六）
首次於香港舉行演唱會
地點：香港理工大學賽馬會綜藝館

### 中國大陆
- 2007年A3冠军杯开幕式

2007年6月7日（四）
地點:山东省体育中心
於開幕式以中文演唱主題曲‘Born to Be Free’
- 2016仓木麻衣“Time After Time”2016中国巡回演唱会

2016年9月6日 地點：上海大舞台
2016年9月17日 地點：廣州中山紀念堂
2016年9月24日 地點：杭州黃龍體育中心
- 2019年 20TH ANNIVERSARY 倉木麻衣 LIVE PROJECT 2019 in Asia

2019年7月19日 地点：北京展览馆剧场
2019年7月27日 地点：深圳福田区体育公园体育馆
- 2024年 25th Anniversary 倉木麻衣 Live Project 2024 “Be alright！” in Asia

2024年10月19日 地點：廣州中山紀念堂

## NHK红白歌合戰紀錄
| 年份/屆數     | 出場 次數 | 曲目                     | 出演 次序 | 對決歌手       | 備註 |
| ------------- | --------- | ------------------------ | --------- | -------------- | ---- |
| 2003年/第54回 | 初        | Stay by my side          | 26/30     | 长渊刚         |      |
| 2004年/第55回 | 2         | 通往明日的桥梁           | 24/28     | 森进一         |      |
| 2005年/第56回 | 3         | Love, Day After Tomorrow | 09/29     | 美川憲一       |      |
| 2017年/第68回 | 4         | 渡月橋 ～想念你～        | 08/23     | SEKAI NO OWARI |      |

## 外部連結
- NORTHERN MUSIC （页面存档备份，存于）
- 倉木麻衣公式WEBサイト（页面存档备份，存于）
- Mai-K.net（页面存档备份，存于）
- 倉木麻衣のMai.K Diary - livedoor Blog（ブログ） （页面存档备份，存于）